# 실직군왕릉
실직군왕릉(悉直郡王陵)은 대한민국 강원특별자치도 삼척시 성북동에 있는, 삼척 김씨의 시조이며 신라 경순왕의 손자인 김위옹의 묘소이다. 1971년 12월 16일 강원특별자치도의 기념물 제15호로 지정되었다.

## 개요
삼척 김씨의 시조이며 신라 경순왕의 손자인 김위옹의 묘소이다. 실직군왕이란 명칭은 고려 태조 왕건(王建)이 신라 경순왕의 복속을 받아들이고 실직군왕으로 책봉하여 대우하면서 유래한 것이다.
이곳은 조선 헌종 4년(1838) 김학조, 김흥일 등이 삼척부사 이규헌에게 간청하여 사직릉(史直陵)과 갈야능(葛夜陵)을 발굴한 결과 실직군왕과 실직군왕비 밀양 박씨의 능으로 확인되었다. 전하는 이야기에 의하면, 마을 사람들이 묘 부근에 다른 묘를 쓰기 위해 땅을 파면 샘물이 쏟아져 나오고 흰 호랑이가 나타나 묘를 쓸 수 없었다고 한다.
1937년 삼척 김씨 문중의 건의로 묘를 재정비하여 능(陵)으로 봉하였으며, 매년 음력 3월 15일에는 후손들이 제사를 올리고 있다.

## 참고 문헌
- 실직군왕릉 - 국가유산청 국가유산포털